# Карах-Акадж (Урмія)
Карах-Акадж (перс. قره‌آغاج) — село в Ірані, входить до складу дехестану Північний Барандузчай у Центральному бахші шахрестану Урмія провінції Західний Азербайджан.